# Kumlukıyı, Varto
Kumlukıyı là một xã thuộc huyện Varto, tỉnh Muş, Thổ Nhĩ Kỳ. Dân số thời điểm năm 2011 là 366 người.